# Mykola Sadowskyj

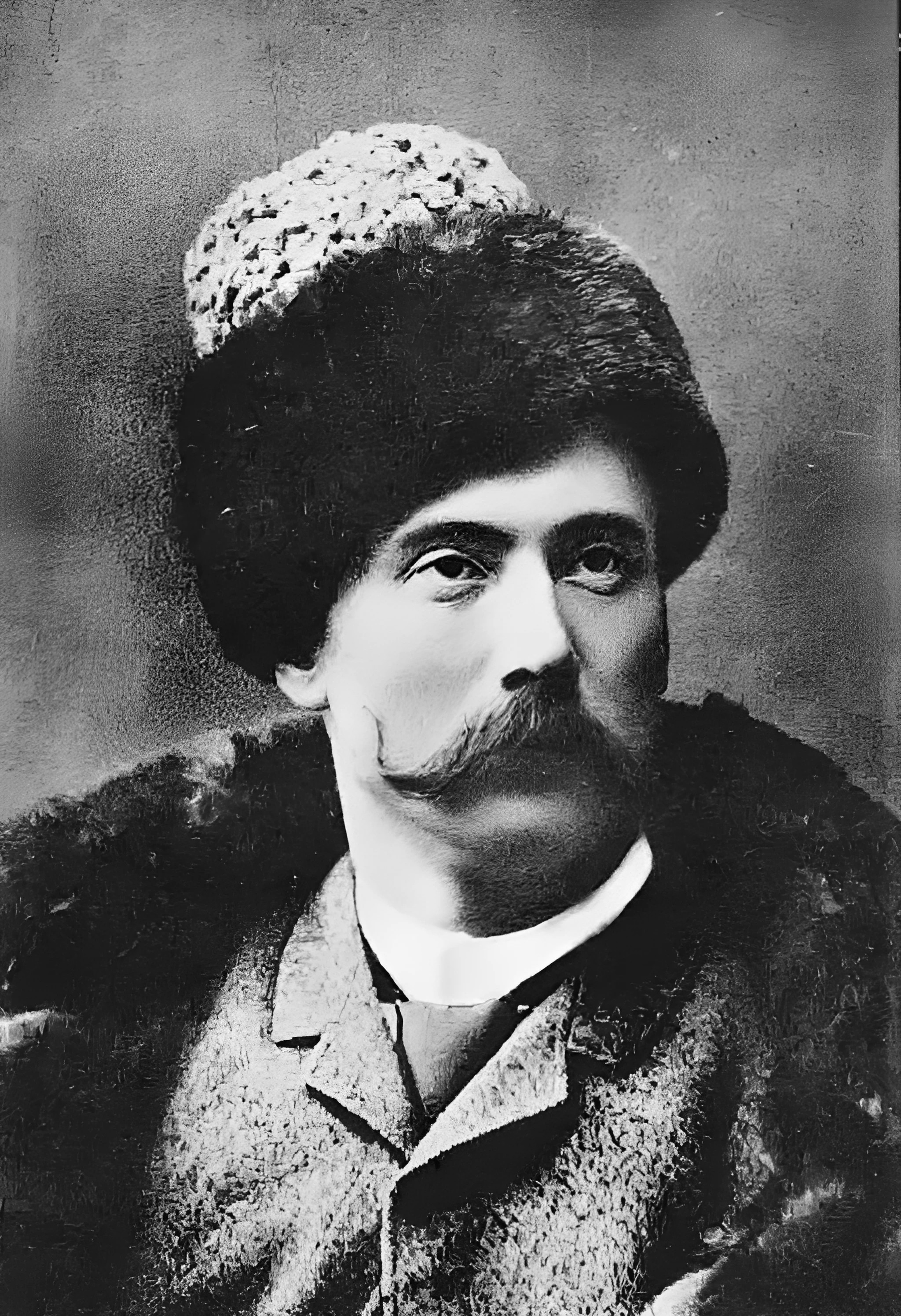
Mykola Sadowskyj

Mykola Karpowytsch Sadowskyj (* 1. Dezemberjul. / 13. Dezember 1856greg. in Kamjano-Kostuwate (Кам'яно-Костувате), Gouvernement Cherson, Russisches Kaiserreich; † 7. Februar 1933 in Kiew, Ukrainische SSR) war ein ukrainischer Theaterschauspieler, Regisseur und Sänger.

## Leben

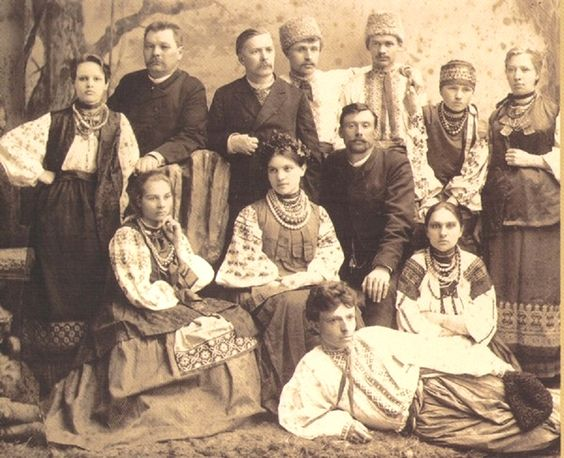
Marko Kropywnyzkyj, Mykola Lyssenko und Mykola Sadowskyj unter den Mitgliedern von Lyssenkos Kiewer Amateurchor, 1888

Mykola Sadowskyj war der Bruder von Iwan Karpenko-Karyj, Marija Sadowska-Barilotti  und Panas Saksahanskyj. Ab 1888 leitete er eine eigene Truppe, nachdem er unter anderem als Schauspieler in den Theatergruppen von Marko Kropywnyzkyj und Mychajlo Staryzkyj tätig war. 1898 trat seine Theatergruppe der Truppe seines Bruders Panas Saksahanskyj bei. 1905/06 war er künstlerischer Leiter des Ukrainska Besida Theaters  und 1907 organisierte er gemeinsam mit Marija Sankowezka das erste feste Theater in Kiew, in dem er bis 1919 aktiv war. 1919/20 war er in der Ukrainischen Volksrepublik Kommissar des Volkstheaters. 1923 emigrierte er nach Prag und 1926 kehrte er in die Ukraine zurück.
Er starb 1933 in Kiew und wurde auf dem dortigen Baikowe-Friedhof bestattet.